# مقولة (حزم العدين)

تعديل مصدري - تعديل

مقولة محلة تابعة لقرية مقولة، التابعة لعزلة المعيظة بمديرية حزم العدين إحدى مديريات محافظة إب في الجمهورية اليمنية، بلغ تعداد سكانها 92 حسب تعداد اليمن لعام 2004.